# Vilmorinia glyciphylla
Vilmorinia glyciphylla là một loài thực vật có hoa trong họ Đậu. Loài này được (Poir.) Urb. miêu tả khoa học đầu tiên năm 1928.